# NGC 5163
NGC 5163 ist eine 14,1 mag helle Elliptische Galaxie vom Hubble-Typ E im Sternbild Großer Bär, die etwa 403 Millionen Lichtjahre von der Milchstraße entfernt ist.
Sie wurde am 26. April 1789 von Wilhelm Herschel mit einem 18,7-Zoll-Spiegelteleskop entdeckt, der sie dabei mit „cF, stellar“ beschrieb.